# Conseil de surveillance (Facebook)
Le Conseil de surveillance (en anglais Oversight Board), aussi appelé Cour suprême de Facebook, est un organe qui prend des décisions de modération de contenu sur la plateforme de réseaux sociaux Facebook. Proposé en novembre 2018 par Mark Zuckerberg, les premiers membres du conseil d'administration ont été annoncés le 6 mai 2020.
Facebook déclare que les membres du conseil ont vécu dans 27 pays et parlent au moins 29 langues, bien qu'un quart du groupe et deux des quatre coprésidents soient des États-Unis, où la société a son siège. Les coprésidents, qui ont sélectionné les autres membres conjointement avec Facebook, sont l'ancien juge du circuit fédéral américain et expert en liberté religieuse Michael W. McConnell (en), l'expert en droit constitutionnel Jamal Greene (en), l'avocate colombienne Catalina Botero Marino et l'ancienne première ministre danoise Helle Thorning-Schmidt. Parmi la cohorte initiale figurent: l'ancien juge de la Cour européenne des droits de l'homme András Sajó (en), la directrice générale d'Internet Sans Frontières Julie Owono, l'activiste yéménite et lauréat du prix Nobel de la paix Tawakkol Karman, l'ancien rédacteur en chef de The Guardian Alan Rusbridger, et l'avocate pakistanaise Nighat Dad.
Il a officiellement commencé ses travaux le 22 octobre 2020.

## Historique
En novembre 2018, Facebook propose de créer un conseil de surveillance du contenu chargé de prendre des décisions de modération sur la plateforme. Parmi les objectifs de ce conseil figurent l'amélioration de l'équité du processus d'appel, la supervision par source extérieure ainsi que l'amélioration de la transparence.
Zuckerberg a initialement décrit le Conseil de surveillance comme une «Cour suprême», étant donné son rôle dans les procédures de règlement, de négociation et de médiation. Le Conseil de surveillance a la capacité d'annuler des décisions de modération de contenu prises par le groupe et ses intermédiaires, en appliquant les politiques de Facebook et en tenant compte de l'intérêt public. Il est calqué sur le système judiciaire fédéral des États-Unis, car ses décisions ont valeur de jurisprudence.
En janvier 2019, Facebook reçoit un projet de charte pour le conseil d'administration et entame une période de consultations publiques et d'ateliers avec des experts, des institutions et des personnes du monde entier,. En juin 2019, Facebook publie un rapport de 250 pages résumant les conclusions de la période de consultation publique et annonce qu'il recherche une quarantaine de personnes pour siéger au conseil,.
En juillet 2020, il a été annoncé que le conseil ne commencerait ses travaux que «plus tard dans l'année».
Les premières audiences ont commencé le 22 octobre 2020.

### Premières décisions
Le 28 janvier 2021, le conseil a annulé quatre décisions de modération prises par Facebook. La « déplatformation » de Donald Trump par Facebook n'était pas dans les décisions initiales; le conseil recueillait à l'époque les commentaires du public avant une décision future.

## Membres
Les 20 membres du Conseil de surveillance ont été annoncés le 6 mai 2020.
| Nom                                  | Pays                  | Terme | Détails                                                                                     |
| ------------------------------------ | --------------------- | ----- | ------------------------------------------------------------------------------------------- |
| Catalina Botero Marino, coprésidente | Colombie              | 2020– | Doyenne de la faculté de droit de l'Universidad de los Andes                                |
| Jamal Greene, coprésident            | États-unis d'Amérique | 2020– | Professeur à Columbia Law                                                                   |
| Michael McConnell, coprésident       | États-unis d'Amérique | 2020– | Professeur de droit constitutionnel à Stanford Law                                          |
| Helle Thorning-Schmidt, coprésidente | Danemark              | 2020– | Ancienne Première ministre du Danemark                                                      |
| Afia Asantewaa Asare-Kyei            | Ghana; Afrique du Sud | 2020– | Avocat des droits de l'homme                                                                |
| Evelyn Aswad                         | États-unis d'Amérique | 2020– | Professeur de droit à l'Université de l'Oklahoma College of Law                             |
| Endy Bayuni                          | Indonésie             | 2020– | Journaliste                                                                                 |
| Katherine Chen                       | Taïwan                | 2020– | Professeurre de relations publiques et de statistiques à l'Université nationale de Chengchi |
| Nighat Dad                           | Pakistan              | 2020– | Avocate et activiste Internet                                                               |
| Pamela S. Karlan                     | États-unis d'Amérique | 2020– | Professeure de droit à Stanford et avocat à la Cour suprême des États-Unis                  |
| Tawakkol Karman                      | Yémen                 | 2020– | Journaliste et activiste des droits humains                                                 |
| Maina Kiai                           | Kenya                 | 2020– | Avocat et militant des droits humains                                                       |
| Sudhir Krishnaswamy                  | Inde                  | 2020– | Vice-chancelier de la National Law School of India University                               |
| Ronaldo Lemos                        | Brésil                | 2020– | Avocat et universitaire                                                                     |
| Julie Owono                          | Cameroun; France      | 2020– | Avocat et directeur exécutif d'Internet Sans Frontières                                     |
| Emi Palmor                           | Israël                | 2020– | Ancien directeur général du ministère israélien de la Justice                               |
| Alan Rusbridger                      | Royaume-Uni           | 2020– | Journaliste                                                                                 |
| András Sajó                          | Hongrie               | 2020– | Universitaire de droit                                                                      |
| John Samples                         | États-unis d'Amérique | 2020– | Vice-président de l'Institut Cato                                                           |
| Nicolas Suzor                        | Australie             | 2020– | Professeur associé de droit à la Queensland University of Technology                        |